# John Polkinghorne
John Polkinghorne   (Weston-super-Mare, 16 d'octubre de 1930 - Cambridge, 9 de març de 2021) va ser un físic matemàtic anglès, que també va ser teòleg i pastor anglicà.

## Vida i Obra
Polkinghorne era fill d'un empleat de correus i va ser escolaritzat a diferents poblacions de Somerset en les quals va ser destinat el seu pare. Després va estudiar a la universitat de Cambridge en la qual es va doctorar el 1955 en el grup de treball de Paul Dirac. Va fer una breu estança a Caltech i, després de ser durant dos cursos, professor de la universitat d'Edimburg, el 1958 va retornar a Cambridge on va ser docent fins al 1979. En aquest període va fer recerca en física de partícules i va ser escollit membre de la Royal Society.
El 1979, va fer un gir radical en la seva carrera acadèmica i va deixar la física per ingressar al seminari de Westcott House, en el qual es va ordenar sacerdot anglicà el 1981. Després de ser vicari a diferents parròquies, el 1986 va ser cridat a Cambridge per a ser mestre de capella del Trinity Hall. El 1989 va ser nomenat president dels Queen's College de Cambrdige, càrrec que va ocupar fins a la seva jubilació el 1996.
Tot i que, com a físic, va publicar un centenar d'articles científics abans de 1980, Polkinghorne és més conegut per la seva obra posterior, en la qual analitza la relació entre ciència i religió, un tema que va adquirir molta importància des de mitjans del segle xx. El seu punt de vista central és que els elements essencials de la creença cristiana no han estat amenaçats per l'avanç científic.